# Northwest Mountain
Der Northwest Mountain ist ein 2286 m hoher Berg im ostantarktischen Viktorialand. Er ragt unmittelbar nordöstlich des Beehive Mountain an der Nordflanke des Taylor-Gletschers auf.
Der Name des Bergs ist auf Karten zu finden, die im Zuge der britischen Terra-Nova-Expedition (1910–1913) entstanden.

## Weblinks

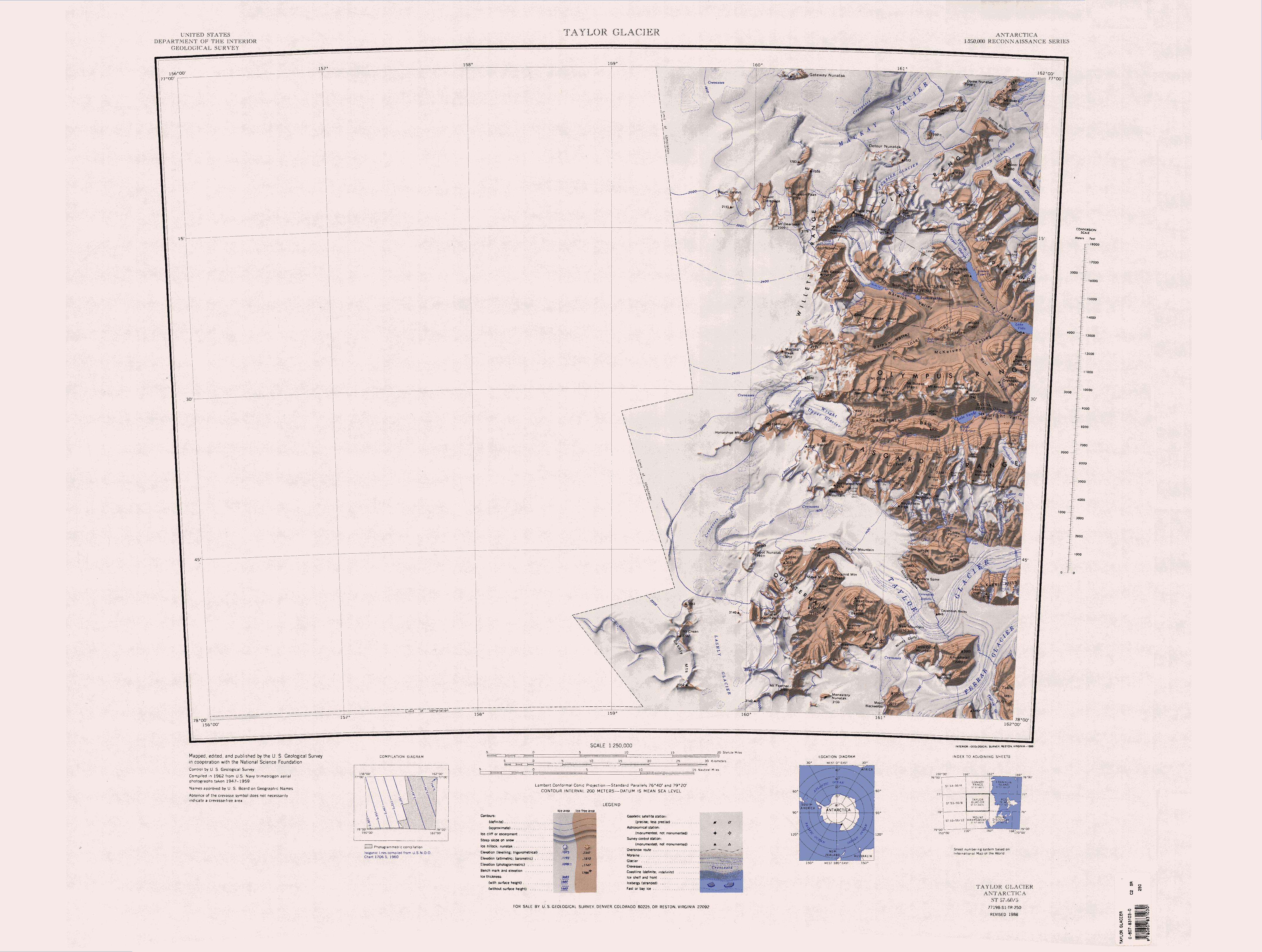
Kartenblatt Taylor Glacier von 1988, Northwest und Beehive Mountain südwestlich des eisfreien Gebiets